# توطئه سایه
توطئه سایه (به انگلیسی: Shadow Conspiracy) فیلمی است محصول سال ۱۹۹۷ و به کارگردانی جرج پی کوزماتوس است. در این فیلم بازیگرانی همچون چارلی شین، دونالد ساترلند، لیندا همیلتون، استیون لانگ، بن گازارا، سام واترستون، نیکولاس تورتورو، تئودور بیکل، پال گلیسون، تری اوکوئین، گور ویدال، تام کوئین و دی یونگ ایفای نقش کرده‌اند.